# Holcocera quisquiliella
Holcocera quisquiliella é uma espécie de mariposa do gênero Holcocera pertencente à família Coleophoridae.